# Macrodorcas bisignata giselae
Macrodorcas bisignata giselae es una subespecie de coleóptero de la familia Lucanidae.

## Distribución geográfica
Habita en Tailandia.